# Leetspeak
Leetspeak betyder et sprog for eliten. Det er afledt af Leet eller 1337 der er slang for elite, hvori meningen er at man er bedre end nogle andre, fordi man er elite, altså leet.
Leetspeak er næsten et sprog inden for computerverdenen, der har udviklet sig på BBS'er og siden på internettet, i online spil og chatrooms. Det er baseret på en hel række forkortelser og alternative stavemåder, og ofte anvendes tal i stedet for bogstaver. F.eks. bliver E til 3, A bliver til 4, S bliver til 5 osv. Bemærk den visuelle lighed mellem det oprindelige bogstav og erstatningen. Således bliver "leet" til "1337", "leetspeak" til "1337 5P34X" osv. Et mere avanceret eksempel er "d3773 3r 37 3X3Mp3| p|\ 1337" der betyder "dette er et eksempel på leet". Ofte staves der forkert med vilje ud over udskiftningen af tegn. Et typisk eksempel er "d00d" for "dude".
Formålet med leetspeak er at opbygge en slags eksklusivt fællesskab; idet kun de der kender "koden" kan læse teksten; det er nærmest en kryptering.

## Skema over de mest brugte substitutioner
| A                                                                       | B                               | C         | D                        | E               | F               | G                    | H                                                  | I                | J              | K           | L †               | M                                              | N                                   | O       | P                                       | Q               | R                             | S              | T †               | U             | V     | W                                                   | X                 | Y            | Z       |
| ----------------------------------------------------------------------- | ------------------------------- | --------- | ------------------------ | --------------- | --------------- | -------------------- | -------------------------------------------------- | ---------------- | -------------- | ----------- | ----------------- | ---------------------------------------------- | ----------------------------------- | ------- | --------------------------------------- | --------------- | ----------------------------- | -------------- | ----------------- | ------------- | ----- | --------------------------------------------------- | ----------------- | ------------ | ------- |
| 4 /\ @ /-\ ^ aye ∂                                                      | 8 6 13 \|3 ß P> \|: !3 (3 /3 )3 | [ ¢ < ( © | ) \|o [) I> \|> ? T) dee | 3 & £ ë [- \|=- | \|= ƒ \|# ph /= | 6 & (_+ 9 C- gee (γ, | # /-/ [-] ]-[ )-( (-) :-: \|~\| \|-\| ]~[ }{ ? }-{ | 1 ! \| eye 3y3 ] | _\| _/ ¿ </ (/ | X { \|< \|{ | 1 £ 7 1_ { \| \|_ | \|v\| [V] {V} \|\/\| /\/\ (u) (V) (\/) /\|\ ^^ | ^/ \|\\| /\/ [\] <\> {\} []\[] /V ₪ | 0 () [] | \|* \|o \|º \|^(o) \|> \|" 9 []D \|̊ \|7 | (_,) ()_ 0_ <\| | 2 \|? /2 \|^ lz ® [z 12 Я \|2 | 5 $ z § ehs es | 7 + -\|- 1 '][' † | (_) \|_\| v µ | \/ `´ | \/\/ vv '// \\' \^/ (n) \V/ \X/ \\|/ \_\|_/ \_:_/ Ш | >< Ж }{ ecks × )( | j `/ Ψ φ λ Ч | 2 ~/_ % |
| † Bemærk brugen af 7 for både L og T, samt brugen af 2 for både R og Z. |                                 |           |                          |                 |                 |                      |                                                    |                  |                |             |                   |                                                |                                     |         |                                         |                 |                               |                |                   |               |       |                                                     |                   |              |         |

## Simple Leet
Simple Leet er en simpel udgave af leet-sproget. Man bruger det i tilfælde af, at det "rigtige" leet er for indviklet.
I simple leet er der kun en måde at skrive hvert bogstav på, og det gør det nemmere at lære. Når man kan skrive "flydende" simple leet, kan man udvide til det "rigtige".
| A | B | C | D | E | F   | G | H | I | J   | K | L | M     | N  | O | P   | Q    | R | S | T | U   | V  | W  | X  | Y  | Z |
| - | - | - | - | - | --- | - | - | - | --- | - | - | ----- | -- | - | --- | ---- | - | - | - | --- | -- | -- | -- | -- | - |
| 4 | 8 | [ | ) | 3 | \|= | 6 | # | 1 | _\| | X | 1 | \|v\| | ^/ | 0 | \|* | (_,) | 2 | 5 | 7 | (_) | \/ | vv | >< | `/ | 2 |

Bemærk at R og Z begge er 2, og L og I er 1. 6 og 9 bliver ikke brugt så tit, men det kan diskuteres at de kan erstatte g/G og q/Q.